# Biofabrika
Biofabrika (ros. Биофабрика) – osiedle w Rosji, w obwodzie orłowskim, w rejonie orłowskim. W 2010 liczyło 1015 mieszkańców.